# Trichophthalma eximia
Trichophthalma eximia är en tvåvingeart som först beskrevs av Philippi 1865.  Trichophthalma eximia ingår i släktet Trichophthalma och familjen Nemestrinidae. Inga underarter finns listade i Catalogue of Life.